# آغ‌یاتاق
آغ‌یاتاق (به لاتین: Ağyataq) یک منطقهٔ مسکونی در جمهوری آذربایجان است که در شهرستان کلبجر واقع شده‌است.